# Lassen Peak
Lassen Peak (znany także jako Mount Lassen) – najbardziej na południe wysunięty aktywny wulkan w paśmie Gór Kaskadowych. Jest częścią tzw. Cascade Volcanic Arc ciągnącego się od północnej Kalifornii po południowo-zachodnią Kolumbię Brytyjską. Lassen wznosi się ponad 600 m nad okolicznym terenem i ma objętość 2 km³, co czyni zeń największą kopułę wulkaniczną na świecie. Powstał na zniszczonym północno-wschodnim zboczu nieistniejącego obecnie stratowulkanu Mount Tehama, który był o co najmniej 300 m wyższy od Lassen Peak.
Lassen Peak jest jedynym wulkanem na obszarze kontynentalnych Stanów Zjednoczonych (nie licząc Mount St. Helens), który wybuchł w XX wieku. 22 maja 1915 roku nastąpiła silna erupcja Lassen Peak powodując dewastację okolicznych terenów, a deszcz popiołu wulkanicznego opadał aż do 350 km na wschód od wulkanu. Ta eksplozja była najsilniejsza z całej serii wybuchów, jakie miały miejsce w latach 1914–1917. Były to ostatnie erupcje w Górach Kaskadowych przed wybuchem Mount St. Helens w stanie Waszyngton. Park Narodowy Lassen Volcanic został utworzony w hrabstwie Shasta, by zachować zdewastowany obszar w stanie nienaruszonym, głównie dla celów badawczych i poznawczych.
W odróżnieniu od innych kopuł wulkanicznych, Lassen Peak posiada kratery. Kilka z nich otacza szczyt Lassen Peak, jakkolwiek dwa z nich zostały zamknięte zastygłą lawą i pokładami siarki. Lassen Peak jest największy z grupy ponad 30 wulkanów, które na przestrzeni minionych 300 000 lat wybuchały w tej okolicy.

## Klimat
W pobliżu Lassen Peak odnotowuje się największe zimowe opady śniegu w Kalifornii. Średni opad roczny wynosi 1676 cm śniegu, ale w niektórych latach u podstawy szczytu, na wysokości 2 515 m, zalega warstwa 2500-centymetrowa. Okolice Mount Lassen otrzymują więcej opadów deszczu, marznącego deszczu, gradu i śniegu, niż gdziekolwiek indziej w Górach Kaskadowych na południe od wulkanów Trzy Siostry w Oregonie. Ciężkie opady śniegu na Lassen Peak tworzą czternaście stałych pól śnieżnych wokół szczytu, lecz nie jest to firn, ani lodowiec. W czasie letnich burz w szczyt wulkanu częstokroć uderzają błyskawice.